# Edym

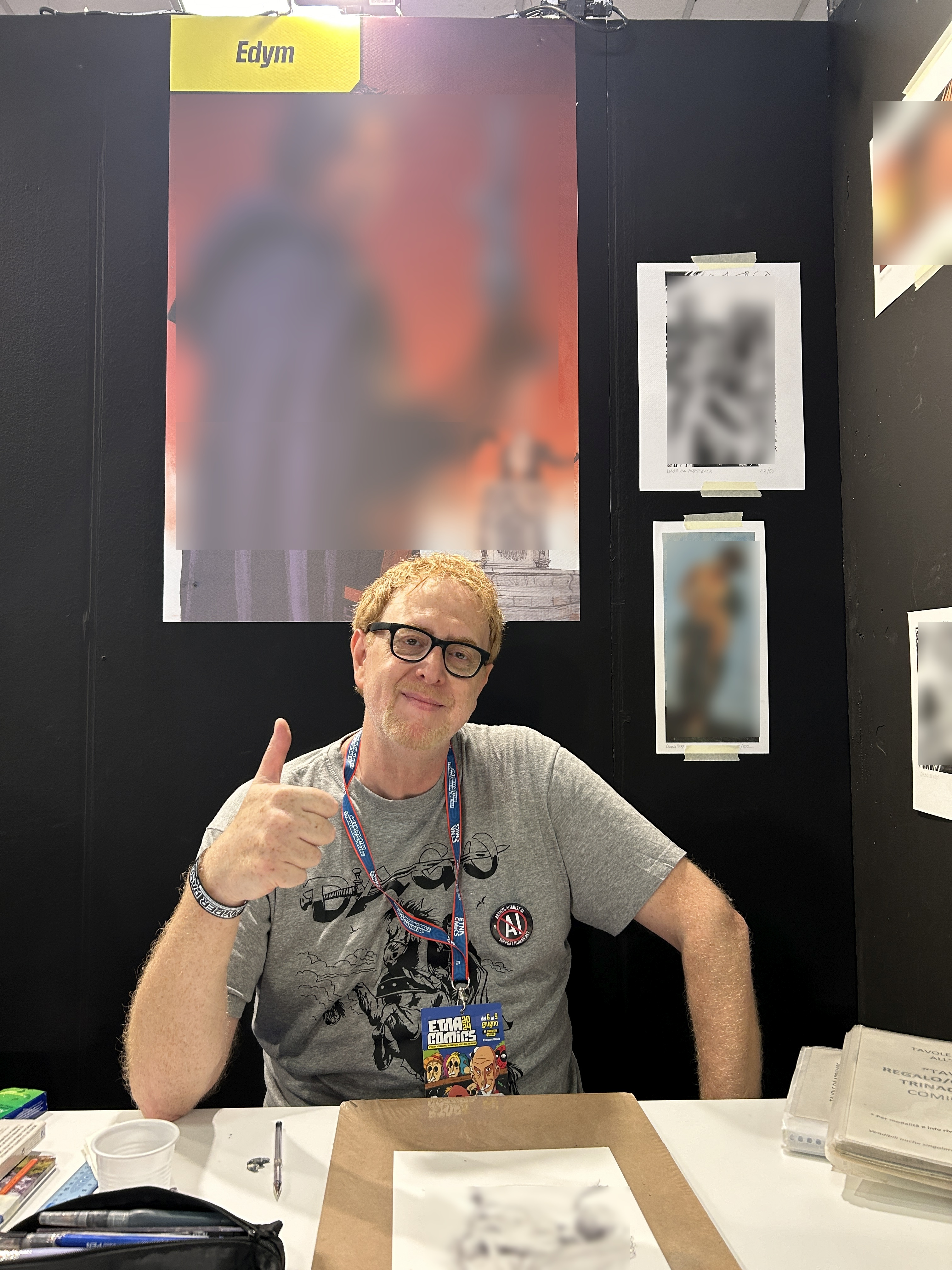
edym

Edym, pseudonimo di Ediberto Messina (Enna, 7 gennaio 1974), è un fumettista italiano noto per essere stato il primo autore italiano a disegnare il personaggio Dago.

## Biografia
Edym è nato ed è cresciuto in Sicilia, ad Enna, per circa venti anni. Durante questo periodo, dal 1988 al 1993, ha ottenuto il diploma in "arte applicata" presso l'Istituto regionale d'Arte M.Cascio, noto oggi come Liceo Artistico. Nel 1994 si è trasferito a Roma, dove ha iniziato a studiare presso la Scuola Internazionale di comics, completando il corso triennale. Allo stesso tempo, tra il 1994 e il 1998, ha frequentato l'Accademia di Belle Arti di Roma, specializzandosi in pittura e conseguendo il diploma di laurea con il massimo dei voti.
Nel 2010, per l'editore Cagliostro, ha contribuito alla realizzazione di un volume collettivo di ambientazione western intitolato 30 pistole per un mucchio d'oro.
Nel 2011 è stato selezionato dall'editoriale Star Comics per lavorare su una versione online del fumetto di Alessandro Bottero N.O.X., progetto però mai pubblicato né online né su carta stampata e nel dicembre dello stesso anno pubblica una storia per la rivista I-Comics.
Nel 2011 Edym ha iniziando una lunga e continuativa collaborazione con l'Editoriale Aurea (precedentemente nota come Eura), in particolare, ha contribuito alla serie Wild sulla rivista Lanciostory. Questa serie, che combina elementi steampunk, western e horror, è stata scritta da Alessandro Di Virgilio e Davide Morando. A dicembre dello stesso anno con l'editore 7even Age Entertainment disegna il fumetto Horror Gotika.
Dal settembre 2017, Edym è il primo disegnatore italiano a lavorare sul personaggio di Dago, creato e scritto dall'autore Robin Wood. Nonostante i grandi maestri che hanno lavorato sullo stesso fumetto in precedenza, come Alberto Salinas  e Carlos Gomez, l'autore italiano ottiene un buon successo di critica. Edym è considerato oggi il principale disegnatore di riferimento per Dago, apprezzato e riconosciuto anche in Argentina, dove il personaggio è stato creato.
Il 25 ottobre 2018, assieme ad altri artisti omaggia su La Repubblica (quotidiano), i 70 anni di Tex.
Il 4 febbraio 2023, è stato ospite all'evento Lucca Collezionando, dove ha realizzato un'illustrazione speciale come omaggio per i numerosi partecipanti.
Nel giugno 2023, ha creato il manifesto dell'evento "Lanciano nel fumetto" e l'anno seguente è ospite a Etna Comics.

## Opere
- 1989: Terza di copertina per la rivista/fanzine Comic book n° 1
- 2001: Ganesh n° 13
- 2010: 30 Pistole per un mucchio d'oro - Ed. Cagliostro
- 2011: I-Comics- storia all'interno della rivista:  Gli occhi della notte Ed. Kawama S.r.l.
- 2011: Gotika Ed.7.age - storia: L'esorcismo
- 2011: N.O.X Ed. Star Comics - Versione on-line.
- 2013: WILD Lanciostory nn 37,38,39 e 40
- 2015: WILD Lanciostory nn 15,16,17 e 18
- 2016: Bloodbath Necropoli numero unico Ed. Ora pro comics
- 2017: Dago-Lanciostory nn 2218,2219 e 2220 -Baraka Edym & Robin Wood
- 2017: I grandi fumetti Aurea-Dago - Collezione Tuttocolore n°69
- 2018: Dago-Lanciostory nn 2259,2260,2261,2262,2263,2264,2265 e 2266- La notte ti sta guardando Edym & Gustavo Amezaga
- 2018: I grandi fumetti Aurea-Dago - Collezione Tuttocolore n°72
- 2019: Ristampa Dago nn 163 e 164 - Un richiamo dal passato/Legami d'amore e di sangue
- 2019: Dago-Lanciostory nn 2309,2310,2311,2312,2314,2315 e 2316- Scritto tra le stelle Edym & Manuel Morini
- 2019: I grandi fumetti Aurea-Dago - Collezione Tuttocolore nn 75 e 76
- 2020: Ristampa Dago nn 169 e 170 - Un'ombra uccide nel buio/La nebbia dei fantasmi
- 2020: Dago-Lanciostory nn 2361,2362,2364 e 2365 - La congiura dei Fieschi Edym & Gianluca Piredda
- 2020: I grandi fumetti Aurea-Dago - Collezione Tuttocolore n79
- 2021: Cera una volta in Sicilia (Fatti e misfatti tra le pieghe della storia) di Enzo di Maria - illustrazione full page a pag 71
- 2021: Dago-Lanciostory nn 2425,2426,2427,2428,2429,2430,2431 e 2434 - Una piccola guerra Fatale Edym & Manuel Morini
- 2021: Ristampa Dago nn 177 e 178 - Fratelli Astrali/Uniti per non morire
- 2022: Ristampa Dago nn 185 e 186 - La resa dei conti/Il massacro di Vieste
- 2023: Dago-Lanciostory nn 2481,2482,2483 e 2484 - Alla corte degli intrighi Edym & Paolo Emilio Petrillo
- 2023: I grandi fumetti Aurea-Dago - Collezione Tuttocolore n 88
- 2023: Ristampa Dago nn 194 e 195 - Alla conquista del feudo/In guerra per salvare l'amore
- 2023: Dago-Lanciostory nn 2510, 2511,2512,2513,2518,2519,2520 e 2521 - I Naufraghi del nuovo mondo Edym & Manuel Morini
- 2023: I grandi fumetti Aurea-Dago - Collezione Tuttocolore n 90
- 2024: Ristampa Dago n 202 - Gli errori si pagano (Alla corte degli intrighi)
- 2024: Dago-Lanciostory nn 2552, 2553,2554 e 2555 - La marcia degli esuli Edym & Francesco Matteuzzi
- 2024: Ristampa Dago nn 205 e 206 - I sopravvissuti del nuovo mondo/Prigioniero dei nativi
- 2024: I grandi fumetti Aurea-Dago - Collezione Tuttocolore n 92 n°92
- 2025: Ristampa Dago n°210 - I segreti di palazzo Strozzi (La marcia degli esuli)
- 2025: Dago-Lanciostory nn 2615, 2616 e 2617 - L'uomo senza volto Edym & Manuel Morini

## Riconoscimenti
|Il 3 febbraio del 2018 nel corso della manifestazione Fumetto e Arte riceve la targa "Quando il sogno diventa realtà e la tecnica arte". A consegnare è il compianto Pino Rinaldi.
Nell’'Aprile del 2022 ritira il premio speciale "Autore italiano" durante la kermesse Cassino Fantastica.